# Dommedagsuret
Dommedagsuret (The Doomsday Clock), har siden 1947 søgt at estimere hvor tæt menneskeheden/kloden er på udslettelse. Udgives af Bulletin of the Atomic Scientists, en offentlig hjemmeside der analyserer og formidler viden om (især negative) konsekvenser af bl.a. atomvåben, klimaændringer og nye teknologier. Grundlagt i 1945 af forskere fra Manhattan Project, der ønskede at delagtiggøre offentligheden i mulige konsekvenser af deres arbejde.